# Artist HAL
Artist HAL（あーてぃすと・はる、本名：飯田 ハルオ、1952年1月26日 - ）は、日本のアーティスト、デジタルハリウッド大学元特任教授、絵本作家、イラストレーター、テクニカルライター。東京都出身。
1993年、小学館よりステレオグラム絵本『Universo』で絵本作家としてデビュー。

## 人物
祖父に雑誌「光画」の写真家飯田幸次郎を持つ。その影響で絵画に目覚め、思春期にはグラフィックデザインを知りデザイン学校に入る。卒業後は学生時代から続くプロダクトデザインを手がける。彫刻家、デジタルデザインやデジタル版画制作。2016年からデジタルハリウッド大学教授。デジタルとアナログを融合させた独自の表現手法で「デジタル版画」を制作。
デジタル版画では「Jazz Man」シリーズなど、色彩感溢れる世界を発表。その傍ら「ArtRageで絵を描こう」始め36冊を出版、3Dステレオグラムにも造詣が深く、作品は大手自動車メーカーのコマーシャルアートでも使用。
彫刻では現代美術家協会新人賞、現展奨励賞、多摩現展賞受賞。
什器デザイナー、ファンシーグッズプロデューサーやファッションデザイナーを経験。金属彫刻家を経て1992年以降はコンピューターの中でのデジタル絵画の世界を構築、カナダのCorel社ではPainter Masterとして正式登録。Corel JapanからはPainterエバンジェリストとして認定され、デジタル関係書籍テクニカルライターとしての仕事。デジタルアートではエスタンプヌーメリック作家、aiD'en会員、Digital Image会員として活動。現在はデジタルハリウッド大学教授、韓国KIDP客員教授、iPhoneケース展アートディレクター。

## 受賞
現代美術家協会新人賞、現展奨励賞、多摩現展賞

## 作品

### 著書
- ステレオグラム絵本『ウニベルソ』（小学館、1993年12月）[1]
- CD-ROM作品集『3D STEREOGRAMWORLD』（宏和印刷、1995年10月）
- クリエーターが遊ぶWebデザイン（共著、秀和システム、1996年9月）
- クリエーターが創るWeb素材（共著、秀和システム、1996年12月）
- Painter Super Art Works（SHOEISHA、1998年6月）
- テクスチャー制作技法（laputa、2000年4月）
- CGバイブル（共著、IDG JAPAN、2001年10月）
- 経済が楽しくなる本（イラストレーション、日本経済新聞社、2002年9月）
- 目に効く3D絵本（主婦の友社、2002年12月）[2]
- 目と脳にマジック絵本（主婦の友社、2003年1月）[3]
- 目が良くなる３D絵本（主婦の友社、2003年6月）
- Photoshopで描くデジタル絵画（共著、毎日コミュニケーションズ、2003年6月）[4]
- かわいい３D絵本（主婦の友社、2003年9月）[5]
- Painterらくらく絵画教室（ソーテック社、2003年12月）[6]
- ３Ｄ絵本・３Ｄの不思議な動物園（中経出版、2004年7月）[7]
- 本格レッスン・デジタル絵画（laputa、2005年1月）[8]
- パソコン絵画入門・世界の巨匠編（河出書房、2005年3月）[9]
- Shade8ガイドブック（共著、BNN、2005年8月）
- ArtRageで絵を描こう（BNN、2006年3月）[10]
- Illustrator 8・9・10・CS・CS2バージョンブック（共著、MYCOM、2006年2月）
- Photoshop 5・6・7・CS・CS2バージョンブック（共著、MYCOM、2006年7月）[11]
- Shade9ガイドブック（共著、BNN、2007年1月）
- 塗り絵で親しむ俳句の世界（桃園書房、2007年1月）[12]
- Illustrator 8・9・10・CS・CS2・CS3バージョンブック（MYCOM、2008年2月）[13]
- Shade X ガイドブック（共著、BNN、2008年2月）
- Shade 10.5 ガイドブック（BNN、2009年）
- Shade 11 ガイドブック（共著、BNN、2010年）
- ArtRageで絵を描こう・改訂版（BNN新社、2010年）[14]
- 決定版目がみるみる良くなる3D絵本（主婦の友社、2010年）[15]
- 目がみるみる良くなる3D絵本ヒーリング編・文庫（主婦の友社、2010年）[16]
- 目がみるみる良くなる3D絵本キャラクターズアイ編・文庫（主婦の友社、2010年）[15]
- Shade 12 ガイドブック（共著、BNN、2010年）[17]
- 目に効く3D絵本エキサイト・文庫（主婦の友社、2012年）[18]
- 目に効く3D絵本サプライズ・文庫（主婦の友社、2012年）[19]
- Shade 3D ver.14 ガイドブック（BNN新社）[20]
- Adobe Creative Cloud ではじめる、一歩進んだクリエイティブワーク（ワークスコーポレーション）[21]

### iPad用アプリ
- 【3D stereogram world:「目と脳に良い！３D ステレオグラムの世界」】2015年

## プロデュース歴
- 中村精巧印刷 ファンシーグッズ製作プロデュース
- ファッションメーカーMOW ファッションデザインプロデュース
- 1998年 アルプス電気 MDプリンター・マーケティング顧問
- 2000年 野村総合研究所 man@bowサイト デザインプロデュース
- 2001年 エスタンプヌーメリック展（大判デジタル出力展）展示企画、キュレーション
- 2002年 man@bow経済が楽しくなる本
- 2002年 ル・レ・グルマン展（アートと食の祭典）総合企画
- 2006年、2007年、2008年 EIZONE ヨコハマ映像文化都市構想 参加
- 2008年 Webマガジンボヘミアン
- 2009年 softCREAM（ヨコハマ国際映像祭外郭）実行委員長
- 2010年 赤レンガ倉庫 iPhoneケース展サポート
- 2011年 銀座東急ハンズiPhoneケース展サポート
- 2012年 - 赤レンガ倉庫 iPhoneケース展アートディレクター

## 展示
- 1994年　LIVINA YAMAGIWA
- 1996年　WAVE　池袋
- 1996年　横須賀WALK-銅製オブジェ展
- DIGITALIMAGE展（銀座ワシントンアート）
- DIGITALIMAGE展（韓国-国際デザイントレードセンター）
- DIGITALIMAGE展（東京都写真美術館）
- 2001年 エスタンプ・ヌーメリック展・企画制作展示（日仏学院）
- 2002年 ルレ・グルマン展・企画制作展示（VERANDA）
- 2003年 平成江戸浮世絵展・企画制作展示（Pictrico）
- 2005年 愛犬達の肖像版画展・個展（Lei Ohana）
- 2005年 愛犬達の肖像版画展（VERANDA）
- 2006年 ６人のひげおやじ展（バートックギャラリー）
- 2006年 DIGITALIMAGE展（大崎美術館）
- 2007年 DIGITALIMAGE展（大崎美術館）
- 2008年 小さな額の中に広がる「大きな宇宙」展（横浜ZAIM）
- 2008年 Jazz香る・版画展（SAKURA GALLERY）
- 2008年9月6日 - 28日 『男はつらいよ　寅ストレーション展 '08』
- 2009年 softCREAM（横浜赤レンガ倉庫）
- 2009年 愛犬達の肖像版画展（保土ヶ谷公園ギャラリー）
- 2009年 Jazz香る版画展（ZaimCafe ANNEX）
- 2010年 クリエーターによるハンドメイドルアー展（横浜赤レンガ倉庫）
- 2010年 - 2019年 iPhoneケース展（横浜赤レンガ倉庫、他）
- 2017年 Artist HAL_の 6SENSE Ex

## 電子絵画教室
- 2005年 デジタルアート教室
- 2005年 デジコンフェスタ横浜
- 2006年 デジタルコンテンツスタジオ
- 2007年 EIZONEワークショップ
- 2008年 EIZONEワークショップ第一期、第二期
- 2009年 ZAIMデジタルワークショップ
- 2009年 softCREAM デジタルワークショップ
- 2009年 iPhoneケース展 デジタルワークショップ
- 2012年 赤レンガ倉庫 iPhoneケース展アートディレクター＆ キュレーション
- 2013年 名古屋松坂屋・ 大阪大丸心斎橋店・横浜赤レンガ倉庫展・六本木ヒルズ iPhoneケース展アートディレクター
- 2014年 大阪大丸 iPhoneケース展アートディレクター